# بروتينات سي دي إكس
بروتينات سي دي إكس (بالإنجليزية: CDX protein family)‏ عوامل النسخ لتكوين جهاز عصبي.

## أنواع بروتينات سي ‌دي‌ إكس
- بروتين سي ‌دي‌ إكس 1
- بروتين سي ‌دي‌ إكس 2
- بروتين سي ‌دي‌ إكس 4

بروتين سي ‌دي‌ إكس 3 وبروتين سي ‌دي‌ إكس 2 مشابهة في همستر.

## الوظائف
تكون بروتين سي ‌دي‌ إكس1 وبروتين سي ‌دي‌ إكس2 في مرحلة جنينية 8.5 في جهاز عصبي جنين الفأر. من أهم وظائف هذه البروتينات: تنظيم التعبير الجيني لجين هاكس وتكامل أنبوب عصبي.